# 8881 Prialnik
8881 Prialnik este un asteroid din centura principală de asteroizi.

## Descriere
8881 Prialnik este un asteroid din centura principală de asteroizi. A fost descoperit pe 19 martie 1993 la Observatorul La Silla în cadrul programului UESAC. Asteroidul prezintă o orbită caracterizată de o semiaxă mare de 2,73 ua, o excentricitate de 0,03 și o înclinație de 5,0° în raport cu ecliptica.